# Первое правительство Силаева
В статье даются сведения о составе Совета министров РСФСР под председательством И. С. Силаева, действовавшего в период с 14 июля 1990 года по 10 июля 1991 года, а также о реорганизациях министерств и государственных комитетов РСФСР, руководители которых по должности входили в состав Совета министров РСФСР, происходивших в течение пребывания данного состава Совета министров у власти.
Наименования должностей членов Совета министров РСФСР приводятся так, как они официально именовались.
Курсивом выделены ведомства, подвергшиеся переименованию, объединению или упразднению.
| Министерство (комитет)                                                                                              | Министр (председатель)                                                      |
| --- | --------------------------------------------------------------------------- |
| Председатель Совета Министров РСФСР                                                                                 | Иван Силаев                                                                 |
| Первый заместитель Председателя Совета министров РСФСР                                                              | Геннадий Кулик                                                              |
| Первый заместитель Председателя Совета министров РСФСР                                                              | Юрий Скоков                                                                 |
| Первый заместитель Председателя Совета министров РСФСР по развитию территорий и экономических регионов              | Олег Лобов                                                                  |
| Заместитель Председателя Совета министров РСФСР                                                                     | Геннадий Фильшин (14 июля 1990 — 13 февраля 1991)                           |
| Заместитель Председателя Совета министров РСФСР                                                                     | Григорий Явлинский (14 июля — 22 ноября 1990)                               |
| Заместитель Председателя Совета министров РСФСР                                                                     | Николай Малышев                                                             |
| Заместитель Председателя Совета министров РСФСР                                                                     | Игорь Гаврилов                                                              |
| Заместитель Председателя Совета министров РСФСР                                                                     | Александр Каменев                                                           |
| Заместитель Председателя Совета министров РСФСР                                                                     | Михаил Малей                                                                |
| Заместитель Председателя Совета министров РСФСР по социальной политике                                              | Инга Гребешева                                                              |
| Министерство автомобильного транспорта РСФСР                                                                        | не назначался                                                               |
| Министерство внешних экономических связей РСФСР                                                                     | Виктор Ярошенко (14 июля 1990 — 10 июля 1991; и. о. до 2 октября 1991)      |
| Министерство внутренних дел РСФСР                                                                                   | Василий Трушин (и. о. до 14 июля или 8 сентября 1990 года)                  |
| Министерство внутренних дел РСФСР                                                                                   | Виктор Баранников                                                           |
| Министерство жилищно-коммунального хозяйства РСФСР                                                                  | не назначался                                                               |
| Министерство здравоохранения РСФСР                                                                                  | Анатолий Потапов (и. о. до 19 сентября 1990 года)                           |
| Министерство здравоохранения РСФСР                                                                                  | Вячеслав Калинин (19 сентября 1990 — 10 июля 1991; и. о. до 5 декабря 1991) |
| Министерство иностранных дел РСФСР                                                                                  | Андрей Козырев                                                              |
| Министерство культуры РСФСР                                                                                         | Юрий Соломин                                                                |
| Министерство лесного хозяйства РСФСР                                                                                | Валерий Шубин                                                               |
| Министерство мелиорации и водного хозяйства РСФСР                                                                   | не назначался                                                               |
| Министерство образования РСФСР                                                                                      | Эдуард Днепров                                                              |
| Министерство печати и массовой информации РСФСР                                                                     | Михаил Полторанин                                                           |
| Министерство промышленности РСФСР                                                                                   | Виктор Кисин                                                                |
| Министерство промышленности строительных материалов РСФСР                                                           | не назначался                                                               |
| Министр РСФСР по делам предприятий союзных отраслей, находящихся на территории РСФСР (министр без портфеля)         | не назначался                                                               |
| Министр РСФСР по конверсии оборонных отраслей промышленности (министр без портфеля)                                 | не назначался                                                               |
| Министерство РСФСР по связи, информатике и космосу                                                                  | Владимир Булгак                                                             |
| Министерство сельского хозяйства и продовольствия РСФСР                                                             | Геннадий Кулик                                                              |
| Министерство социального обеспечения РСФСР                                                                          | Виктор Казначеев (и. о. до 17 июля 1990 года)                               |
| Министерство социального обеспечения РСФСР                                                                          | Сергей Ивченков (и. о.)                                                     |
| Министерство строительства в северных и западных районах РСФСР                                                      | не назначался                                                               |
| Министерство строительства в южных районах РСФСР                                                                    | не назначался                                                               |
| Министерство строительства в районах Урала и Западной Сибири РСФСР                                                  | не назначался                                                               |
| Министерство топлива и энергетики РСФСР                                                                             | Анатолий Дьяков                                                             |
| Министерство торговли РСФСР                                                                                         | Александр Хлыстов                                                           |
| Министерство транспорта РСФСР                                                                                       | Виталий Ефимов                                                              |
| Министерство труда РСФСР                                                                                            | Рафик Баткаев                                                               |
| Министерство финансов РСФСР                                                                                         | Борис Фёдоров (14 июля — 28 декабря 1990)                                   |
| Министерство финансов РСФСР                                                                                         | Игорь Лазарев (с 28 декабря 1990)                                           |
| Министерство хлебопродуктов РСФСР                                                                                   | Леонид Чешинский                                                            |
| Министерство юстиции РСФСР                                                                                          | Николай Фёдоров                                                             |
| Комитет государственной безопасности РСФСР                                                                          | Виктор Иваненко (и. о.)                                                     |
| Государственный агропромышленный комитет РСФСР                                                                      | не назначался                                                               |
| Государственный агропромышленный комитет Нечернозёмной зоны РСФСР                                                   | не назначался                                                               |
| Государственный комитет РСФСР по антимонопольной политике и поддержке новых экономических структур                  | Валерий Черногородский                                                      |
| Государственный комитет РСФСР по архитектуре и строительству                                                        | Борис Фурманов                                                              |
| Государственный комитет РСФСР по геологии и использованию топливно-энергетических и минерально-сырьевых ресурсов    | Дмитрий Фёдоров                                                             |
| Государственный комитет РСФСР по делам национальностей                                                              | Леонид Прокопьев (31 октября 1990 — 10 июля 1991; и. о. до 5 декабря 1991)  |
| Государственный комитет РСФСР по делам науки и высшей школы                                                         | Николай Малышев                                                             |
| Государственный комитет РСФСР по жилищно-коммунальному хозяйству                                                    | Алексей Порядин                                                             |
| Государственный комитет РСФСР по занятости населения                                                                | Анатолий Арзамасцев                                                         |
| Государственный комитет РСФСР по земельной реформе                                                                  | Виктор Хлыстун                                                              |
| Государственный комитет РСФСР по ликвидации последствий аварии на Чернобыльской АЭС                                 | Семён Волощук                                                               |
| Государственный комитет РСФСР по материально-техническому обеспечению республиканских и региональных программ       | Владимир Вожагов                                                            |
| Государственный комитет РСФСР по делам обороны                                                                      | Константин Кобец                                                            |
| Государственный комитет РСФСР по обороне и безопасности                                                             | Константин Кобец                                                            |
| Государственный комитет РСФСР по общественной безопасности и взаимодействию с Министерством обороны СССР и КГБ СССР | не назначался                                                               |
| Государственный комитет санитарно-эпидемиологического надзора РСФСР                                                 | Евгений Беляев                                                              |
| Государственный комитет РСФСР по социально-экономическому развитию Севера                                           | Евгений Комаров                                                             |
| Государственный комитет РСФСР по статистике                                                                         | Павел Гужвин (и. о. до 13 марта 1991 года)                                  |
| Государственный комитет РСФСР по управлению государственным имуществом                                              | Михаил Малей                                                                |
| Государственный комитет РСФСР по физической культуре и спорту                                                       | Василий Мачуга                                                              |
| Государственный комитет РСФСР по экологии и природопользованию                                                      | Игорь Гаврилов                                                              |
| Государственный комитет РСФСР по экономике                                                                          | Геннадий Фильшин (14 июля 1990 — 13 февраля 1991)                           |
| Государственная комиссия РСФСР по экономической реформе                                                             | Григорий Явлинский (14 июля — 22 ноября 1990)                               |
| Российский корпус спасателей (на правах государственного комитета РСФСР)                                            | Сергей Шойгу                                                                |
| Управляющий делами Совета министров РСФСР (на правах министра)                                                      | Александр Стерлигов (14 июля — 31 октября 1990)                             |
| Управляющий делами Совета министров РСФСР (на правах министра)                                                      | Александр Третьяков (с 29 ноября 1990)                                      |

В соответствии со статьей 123 Конституции РСФСР (в редакции Закона РСФСР от 27 октября 1989 года) в состав Совета министров РСФСР по должности входили председатели Советов министров автономных республик (с 24 мая 1991 г. — республик в составе РСФСР):
- Башкирской АССР (с 24 мая 1991 г. — Башкирская ССР)[56] — Марат Парисович Миргазямов;
- Бурятской АССР (с 24 мая 1991 г. – Бурятская ССР)[56] — Владимир Бизьяевич Саганов;
- Дагестанской АССР (с 24 мая 1991 г. — Дагестанская ССР[56]) — Абдуразак Марданович Мирзабеков;
- Кабардино-Балкарской АССР (с 24 мая 1991 г. — Кабардино-Балкарская ССР[56]) — Михаил Шуевич Мамхегов;
- Калмыцкой АССР (с 24 мая 1991 г. — Калмыцкая ССР[56]) — Батыр Чимидович Михайлов;
- Карельской АССР (с 24 мая 1991 г. — Карельской ССР[56]) — Сергей Петрович Блинников;
- Коми АССР (с 24 мая 1991 г. — Коми ССР[56]) — Вячеслав Иванович Худяев;
- Марийской АССР (с 24 мая 1991 г. — Марийская ССР[56]) — Геннадий Семенович Петров;
- Мордовской АССР (с 24 мая 1991 г. — Мордовская ССР[56]) — Василий Семенович Учайкин (до марта 1991 г.), Анатолий Александрович Паулов (с марта 1991 г.);
- Северо-Осетинской АССР (с 24 мая 1991 г. — Северо-Осетинская ССР[56]) — Сергей Валентинович Хетагуров;
- Татарской АССР (с 24 мая 1991 г. — Татарская ССР[56]) — Мухаммат Галлямович Сабиров;
- Тувинской АССР (с 24 мая 1991 г. — Тувинская ССР[56]) — Шериг-оол Дизижикович Ооржак;
- Удмуртской АССР (с 24 мая 1991 г. — Удмуртская ССР[56]) — Николай Ефимович Миронов;
- Чечено-Ингушской АССР (с 24 мая 1991 г. — Чечено-Ингушская ССР[56]) — Сергей Мажитович Беков;
- Чувашской АССР (с 24 мая 1991 г. — Чувашская ССР[56]) — Николай Архипович Зайцев;
- Якутской АССР (с 24 мая 1991 г. — Якутская ССР[56]) — Владислав Павлович Шамшин (до декабря 1990 г.), Климент Егорович Иванов (с декабря 1990 г.).